# ラビット・ドント・カム・イージー
『ラビット・ドント・カム・イージー』（Rabbit Don't Come Easy）は、ドイツのヘヴィメタルバンド、ハロウィンが2003年に発表したアルバム。

## 解説
本作より、元フリーダム・コールのサシャ・ゲルストナーが加入。また、新ドラマーとしてマーク・クロスの加入が予定されていたが、マークは健康面の問題で全曲に参加できず、多くの曲でモーターヘッドのミッキー・ディーが助っ人として参加した。

## 収録曲
1. ジャスト・ア・リトル・サイン - Just a Little Sign
2. オープン・ユア・ライフ - Open Your Life
3. ザ・チューン - The Tune
4. ネヴァー・ビー・ア・スター - Never Be a Star
5. ライアー - Liar
6. サン・フォー・ザ・ワールド - Sun 4 the World
7. ドント・ストップ・ビーイング・クレイジー - Don't Stop Being Crazy
8. ドゥ・ユー・フィール・グッド - Do You Feel Good
9. ヘル・ワズ・メイド・イン・ヘヴン - Hell Was Made in Heaven
10. バック・アゲインスト・ザ・ウォール - Back against the Wall
11. リッスン・トゥ・ザ・フライズ - Listen to the Flies
12. ナッシング・トゥ・セイ - Nothing to Say
13. ファスト・アズ・ア・シャーク - Fast as a Shark ※

※日本盤ボーナストラック

## 参加ミュージシャン
- アンディ・デリス - vocals
- マイケル・ヴァイカート - guitar
- サシャ・ゲルストナー - guitar
- マーカス・グロスコフ - bass
- マーク・クロス - drums (#7,11)
- ミッキー・ディー - drums (#1,2,3,4,5,6,8,9,10,12)
- ステファン・シュヴァルツマン - drums (#13)